# Hasselbacken
Hasselbacken (Hotell och Restaurang Scandic Hasselbacken) er et hotel og en restaurant på Djurgården i Stockholm.
Den ældste kro på Hasselbacken hed Dunderhyttan og opstod i midten af 1700-tallet. I 1760'erne fik stedet navnet "Hasselbacken".
Jacob Wilhelm Davidson tog over i 1853, og Hasselbacken udstyredes med store verandaer og festsale. I 1923 brændte det ned til grunden, men blev genopbygget efter et par måneder som Nya Hasselbacken. I 1992 blev Restaurang Hasselbacken genindviet efter fem års renovering.
Den bekendte hasselbackkartoffel (næsten gennemskåren kartoffel, ovnstegt) har navn efter denne restaurant. Hasselbackkartofler er første gang omtalt i en svensk kogebog i 1935. Blandt de retter, som Hasselbacken er kendt for, regnes Gösfilé à la Soto Maior – en marineret, paneret sandartfilet med champignonsauce, opkaldt efter den portugisiske diplomat António da Cunha Soto Maior.

## Hasselbacken i film
Hasselbackens eksteriør har medvirket i en række film:
- Åh, i morron kväll (1919)
- Dollarmillionen (1926)
- Säg det i toner (1929)

## Transport
Hasselbacken ligger ved stoppestedet Konsthallen på museumssporvognslinjen Djurgårdslinjen.

## Eksternt link
- http://www.restauranghasselbacken.com/